# MPPE
Microsoft Point-to-Point Encryption (MPPE) — протокол шифрування даних, що використовується поверх з'єднань PPP. Використовує алгоритм RSA RC4. MPPE підтримує 40-, 56- і 128-бітові ключі, які змінюються протягом сесії (частота зміни ключів встановлюється в процесі хендшейку з'єднання PPP, є можливість генерувати по новому ключу на кожен пакет).
MPPE не стискає дані, але часто використовується спільно з Microsoft Point-to-Point Compression, який призначений для цих цілей.
MPPE підтримується далеко не всіма побутовими маршрутизаторами і, на поточний момент, є частим джерелом несумісності обладнання при роботі в українських локальних будинкових мережах [джерело не вказане 4268 днів]. Наприклад, деякі з інтернет-шлюзів D-Link підтримують аутентифікацію тільки PAP і CHAP і не підтримують шифрування MPPE. Такий пристрій не зможе пройти аутентифікацію на сервері, якщо в налаштуваннях з'єднання останнього активовано шифрування.
Щоб таких проблем не виникало, провайдеру достатньо в Windows 2003 Server:
1. Перейти до Управління комп'ютером -> Маршрутизація та віддалений доступ -> Політика віддаленого доступу -> Підключення до сервера маршрутизації та віддаленого доступу.
2. Відкрити Властивості Підключення до сервера маршрутизації та віддаленого доступу.
3. Натиснути Змінити профіль.
4. Вибрати вкладку Шифрування.
5. Додати галочку в пункт Без шифрування.
6. Підтвердити зміни і натиснувши ОК.
Тепер ПК користувачів будуть підключатися VPN з шифруванням, а побутові маршрутизатори VPN без шифрування.